# SBS 8 Noticias

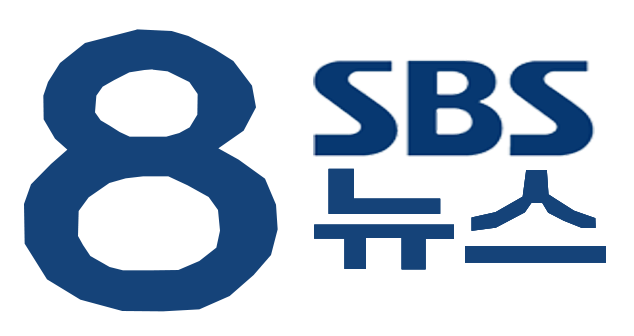
Logotipo del programa surcoreano

SBS 8 Noticias (en hangul, SBS 8 뉴스), es un programa de televisión informativo surcoreano, emitido por SBS TV desde el 9 de diciembre de 1992, diariamente a las 20:00 (KST). Fue lanzado el mismo día del inicio de trasmisiones de SBS.<ref>

## Ediciones locales
| Señal | Área de cobertura                     | Título            |
| ----- | ------------------------------------- | ----------------- |
| G1    | Gangwon                               | G1 Noticias 820   |
| TBC   | Daegu y Gyeongsang del Norte          | TBC 8 Noticias    |
| ubc   | Ulsan                                 | ubc Prime News    |
| TJB   | Daejeon, Chungcheong del Sur y Sejong | TJB 8 Noticias    |
| KNN   | Busan y Gyeongsang del Sur            | KNN News Eye      |
| CJB   | Chungcheong del Norte y Sejong Ilbo   | CJB 8 Noticias    |
| JTV   | Jeolla del Norte                      | JTV 8 Noticias    |
| Kbc   | Gwangju y Jeolla del Sur              | Kbc 8 Noticias    |
| JIBS  | Jeju                                  | JIBS 820 Noticias |